# Eumastax rubigithorax
Eumastax rubigithorax är en insektsart som beskrevs av Marius Descamps 1982. Eumastax rubigithorax ingår i släktet Eumastax och familjen Eumastacidae. Inga underarter finns listade i Catalogue of Life.